# Liste der Einträge im National Register of Historic Places im Menard County (Illinois)

Lage des Menard County in Illinois

Die Liste der Einträge im National Register of Historic Places im Menard County in Illinois führt alle Bauwerke und historischen Stätten im Menard County auf, die in das National Register of Historic Places aufgenommen wurden.

## Legende
| NRHP | Historic Place    |
| HD   | Historic District |

## Aktuelle Einträge
| [ 2 ] | Name                                      | Bild                                      | Eintragsdatum        | Lage | Ort        | Beschreibung             |
| ----- | ----------------------------------------- | ----------------------------------------- | -------------------- | --- | ---------- | ------------------------ |
| 1     | Lincoln’s New Salem Village               | Lincoln’s New Salem Village               | 1972 ID-Nr. 72000464 | Südlich von Petersburg im New Salem State Park 39° 58′ 50″ N, 89° 50′ 29″ W                                   | Petersburg |                          |
| 2     | North Sangamon United Presbyterian Church | North Sangamon United Presbyterian Church | 1979 ID-Nr. 79000858 | Nördlich von Athens an der IL 2 40° 0′ 14″ N, 89° 43′ 23″ W                                                   | Athens     |                          |
| 3     | Petersburg Historic District              | Petersburg Historic District              | 1976 ID-Nr. 76000722 | IL 97; erweitert um Smoot Hotel an der Kreuzung von 6th Street und Douglas Street 40° 0′ 27″ N, 89° 51′ 10″ W | Petersburg | Erweiterung im Jahr 1986 |
| 4     | Robinson-Bonnett Inn                      | Robinson-Bonnett Inn                      | 1990 ID-Nr. 90001198 | Whites Crossing Road, östlich des Clary Creek 40° 4′ 31″ N, 89° 59′ 18″ W                                     | Bobtown    |                          |
| 5     | Col. Matthew Rogers Building              | Col. Matthew Rogers Building              | 2005 ID-Nr. 05000431 | 200 South Main Street 39° 57′ 36″ N, 89° 43′ 26″ W                                                            | Athens     |                          |